# Академические гимназии
Академические гимназии (лат. gymnasium academicum), также благородные гимназии (лат. gymnasium illustre), — учебные заведения в эпоху реформации в Республике Соединённых провинций (Нидерланды), Австрии и Германии.
Университет в эпоху реформации становится государственным учреждением. Профессор делается правительственным чиновником; студент рассматривается, как будущий слуга государя, в качестве чиновника или пастора. При таких условиях даже мелкие владетели учреждали в своей земле университет; если же не было средств на полный университет, то временно довольствовались так называемыми «академическими» и «благородными» гимназиями (gymnasium academicum или illustre), чтобы при благоприятных условиях превратить их в университет (например в Страсбурге, Гиссене и др.).